# Donald W. Stewart
Donald W. Stewart (Munford, 1940. február 8. –) az Amerikai Egyesült Államok szenátora (Alabama, 1978–1981).